# 小行星6114
小行星6114（6114 Dalla-Degregori）是一颗绕太阳运转的小行星，为主小行星带小行星。该小行星于1984年4月发现。

## 轨道参数
小行星6114的轨道半长轴为333 675 500 km，2.2304512 UA，离心率为0.128。